# Valdemar Vahlin
Olof Valdemar Vahlin i riksdagen kallad Vahlin i Falun, född 18 december 1838 i Västerås församling, död 5 maj 1903 i Kristine församling, Kopparbergs län, var en svensk riksdagspolitiker. Han var son till Olof Fredrik Vahlin.
Vahlin blev student vid Uppsala universitet 1858, förberedde sig därefter för filosofiska graden, men tvingades på grund av brist på inkomst avbryta studierna och blev 1869 adjunkt vid Falu allmänna läroverk. Livligt politiskt intresserad och av klart liberal läggning, invaldes Vahlin 1887 som representant för Kopparbergs läns städer i andra kammaren, där han kvarstod till 1899. Han gjorde sig i riksdagen snart uppmärksammad för sin vältalighet. Särskilt uppskattade blev hans anföranden 1889 mot den så kallade "munkorgslagen" (regeringens förslag till inskränkning i tryckfriheten) och 1890 till förmån för en av honom (och Peter Andersson i Högkil) väckt motion om grundlagsstadgad garanti för församlingsfriheten.
Vahlin tillhörde i riksdagen partigrupperingen Andra kammarens center. Han var ledamot av konstitutionsutskottet 1891–1898 och statsrevisor 1896–1897. Vahlin var författare till den av Per Gustaf Petersson i Brystorp 1893 framlagda, ovanligt välskrivna motionen i rösträttsfrågan. Vahlin var också stadsfullmäktig i Falun åren 1876–1892.